# Пекова, Соня
Со́ня Пекова́ (чеш. Soňa Peková; 11 сентября 1974, Прьевидза) — чешский молекулярный генетик.

## Биография
В 1998 году она изучала общую медицину на медицинском факультете Карлова университета в Градец-Кралове. Затем она работала в Институте молекулярной генетики АСКР и Институте гематологии и переливания крови.
С 2005 по 2009 год работала в лаборатории клинической биохимии, гематологии и иммунологии при больнице На Гомольце.
В 2006 году она получила докторскую степень в области молекулярной биологии, генетики и вирусологии на 1-м медицинском факультете Карлова университета.
С 2009 по 2014 год она была руководителем лаборатории молекулярной диагностики Chambon / Synlab Genetics.
В 2014–2019 годах она возглавляла Ветеринарную лабораторию молекулярной диагностики Vemodia и Лабораторию молекулярной диагностики KitGen.
В 2017 году она стала судебным экспертом в области молекулярной биологии, молекулярной генетики и молекулярной микробиологии для человека и ветеринарии.
В марте 2020 года в качестве главы Tilia Laboratories она выявила два случая заражения вирусом SARS-CoV-2   и утверждает, что разработала новый тип теста для обнаружения этого вируса.